# 第42即応機動連隊
第42即応機動連隊（だいよんじゅうにそくおうきどうれんたい、JGSDF 42nd Rapid Deployment Regiment）は、陸上自衛隊北熊本駐屯地（熊本県熊本市北区）に駐屯する第8師団隷下の即応機動連隊である。

## 概要
連隊本部、本部管理中隊、3個普通科中隊、火力支援中隊および機動戦闘車隊からなり、連隊長は1等陸佐（二）が充てられる。
前身は第42普通科連隊であり、2018年（平成30年）3月に第8師団の機動師団化に伴い、即応機動連隊化への改編が行われた。第42普通科連隊を基幹に第8戦車大隊、第8特科連隊、第8高射特科大隊の一部を編合している。
改編に際して、対戦車中隊は廃止され、普通科部隊は4個中隊から3個中隊となり、重迫撃砲中隊（普通科隊員による運用）は、火力支援中隊（特科隊員による運用）となった。機甲科部隊の機動戦闘車隊（2個機動戦闘車中隊編成）が隷下に新編された。本部管理中隊には、対戦車小隊および高射小隊が増設されている。また、第42即応機動連隊の直接支援を実施する即応機動直接支援中隊が編成された。
警備担当区域は熊本県北部であり、訓練は主に大矢野原演習場や黒石原演習場、霧島演習場および日出生台演習場などで実施する。
機動戦闘車隊の部隊マークは、旧第8戦車大隊で使用されていたものの意匠を汲み取り、兜の鍬形をイメージした第8師団の部隊マークに白虎を描いたものである。

## 沿革
第12普通科連隊第4大隊
- 1956年（昭和31年）12月11日：第12普通科連隊第4大隊が国分駐屯地から北熊本駐屯地に移駐。

第42普通科連隊
- 1962年（昭和37年）8月15日：第8混成団の第8師団への改編に伴い、第12普通科連隊第4大隊を母体として第42普通科連隊が北熊本駐屯地において編成完結。
- 1990年（平成02年）3月26日：第8師団の近代化改編により、自動車化連隊に改編。
- 1996年（平成08年）3月29日：部隊改編。

1. 第8対戦車隊の廃止に伴い、対戦車中隊を新編。
2. 81mm迫撃砲 L16が各普通科中隊に、120mm迫撃砲 RTが重迫撃砲中隊に、各中隊に高機動車、89式5.56mm小銃が配備。

- 2005年（平成17年）3月28日：第8師団近代化改編。

1. 軽装甲機動車、01式軽対戦車誘導弾、93式近距離地対空誘導弾が配備。
2. 後方支援体制変換に伴い、整備部門を第8後方支援連隊第2整備大隊第2普通科直接支援中隊へ移管。

- 2012年（平成24年）7月12日 - 19日：九州北部豪雨による災害派遣活動、阿蘇市および南阿蘇村で行方不明者の捜索活動、給水支援活動を実施。
- 2016年（平成28年）4月14日：熊本地震による災害派遣活動、行方不明者の捜索、民生支援、給水支援活動を実施。
- 2017年（平成29年）8月23日：16式機動戦闘車を第4普通科中隊に配備。入魂式が行われ、部隊マークは第8戦車大隊と同様の「白虎に8をかたどった兜の鍬形」となった。

第42即応機動連隊
- 2018年（平成30年）3月27日：第8師団の機動師団化に伴う改編[4]。

1. 第42普通科連隊（北熊本駐屯地）が第42即応機動連隊に改編[4]。
2. 第8戦車大隊・第8特科連隊・第8高射特科大隊などの一部を編合。

## 部隊編成
- 連隊本部
  - 第1科（S-1）- 人事 - 第1科広報室
  - 第2科（S-2）- 情報
  - 第3科（S-3）- 作戦（運用訓練）
  - 第4科（S-4）- 兵站
  - 最先任上級曹長（CSM）
- 本部管理中隊「42即機-本」 
  - 中隊本部班
  - 連隊本部班 ‐ 82式指揮通信車、96式装輪装甲車（A型）
  - 補給小隊
  - 通信小隊
  - 衛生小隊 ‐ 1トン半救急車、96式装輪装甲車（B型）
  - 情報小隊 ‐ 軽装甲機動車、偵察用オートバイ
  - 施設小隊 ‐ 75式ドーザ
  - 対戦車小隊 ‐ 中距離多目的誘導弾
  - 高射小隊 ‐ 93式近距離地対空誘導弾
  - 狙撃班
- 第1普通科中隊「42即機-1」 
  - 中隊本部班
  - 第1小銃小隊 ‐ 96式装輪装甲車
  - 第2小銃小隊 ‐ 96式装輪装甲車
  - 第3小銃小隊 ‐ 96式装輪装甲車
  - 迫撃砲小隊 ‐ 81mm迫撃砲
  - 狙撃班
- 第2普通科中隊「42即機-2」 
  - 中隊本部班
  - 第1小銃小隊 ‐ 96式装輪装甲車
  - 第2小銃小隊 ‐ 96式装輪装甲車
  - 第3小銃小隊 ‐ 96式装輪装甲車
  - 迫撃砲小隊 ‐ 81mm迫撃砲
  - 狙撃班
- 第3普通科中隊「42即機-3」 
  - 中隊本部班
  - 第1小銃小隊 ‐ 96式装輪装甲車
  - 第2小銃小隊 ‐ 96式装輪装甲車
  - 第3小銃小隊 ‐ 96式装輪装甲車
  - 迫撃砲小隊 ‐ 81mm迫撃砲
  - 狙撃班
- 火力支援中隊「42即機-火支」（旧第8特科連隊の一部）[注釈 1] ‐ 120mm迫撃砲
- 機動戦闘車隊（旧第8戦車大隊の一部）[注釈 2]
  - 機動戦闘車隊本部
  - 機動戦闘車隊本部付隊「42即機-戦本」 ‐ 16式機動戦闘車、96式装輪装甲車、軽装甲機動車
  - 第1機動戦闘車中隊「42即機-戦1」 ‐ 16式機動戦闘車、96式装輪装甲車、軽装甲機動車
  - 第2機動戦闘車中隊「42即機-戦2」‐ 16式機動戦闘車、96式装輪装甲車、軽装甲機動車

## 整備支援担当部隊
第42普通科連隊
- 第8後方支援連隊第2整備大隊第2普通科直接支援中隊「8後支-2-2普」（北熊本駐屯地）：2005年（平成17年）3月28日から2018年（平成30年）3月26の間。

第42即応機動連隊
- 第8後方支援連隊第2整備大隊即応機動直接支援中隊「8後支-2-即機」（北熊本駐屯地）：2018年（平成30年）3月27日から

## 主要幹部
| 官職名             | 階級    | 氏名     | 補職発令日     | 前職                         |
| ------------------ | ------- | -------- | -------------- | ---------------------------- |
| 第42即応機動連隊長 | 1等陸佐 | 鈴木基数 | 2024年03月18日 | 中部方面総監部防衛部訓練課長 |

| 代                 | 氏名             | 在職期間                        | 前職                                  | 後職                                                      |
| 第42普通科連隊長   | 第42普通科連隊長 | 第42普通科連隊長                | 第42普通科連隊長                      | 第42普通科連隊長                                          |
| ------------------ | ---------------- | ------------------------------- | ------------------------------------- | --------------------------------------------------------- |
| 01                 | 八木衛           | 1962年08月15日 - 1964年07月15日 | 第8混成団本部付                       | 陸上自衛隊富士学校 普通科教育部副部長 兼 同校同部教務課長 |
| 02                 | 伊東松雄         | 1964年07月16日 - 1966年03月15日 | 北熊本駐とん地業務隊長                | 第4師団司令部付                                           |
| 03                 | 米谷和雄         | 1966年03月16日 - 1968年03月15日 | 第8師団司令部第3部長                  | 陸上幕僚監部第5部普通科班長                               |
| 04                 | 馬締久生         | 1968年03月16日 - 1970年03月15日 | 陸上自衛隊幹部学校研究員              | 統合幕僚会議事務局第5幕僚室勤務                           |
| 05                 | 林陽一           | 1970年03月16日 - 1972年03月15日 | 陸上幕僚監部幕僚庶務室庶務班長        | 陸上幕僚監部第2部見積班長                                 |
| 06                 | 大石磐根         | 1972年03月16日 - 1974年03月15日 | 西部方面総監部募集課長                | 西部方面総監部総務課長                                    |
| 07                 | 松村重毅         | 1974年03月16日 - 1976年03月15日 | 西部方面総監部募集課長                | 西部方面総監部総務課長                                    |
| 08                 | 山中昭藏         | 1976年03月16日 - 1978年03月15日 | 統合幕僚学校学校教官                  | 中部方面総監部調査部長                                    |
| 09                 | 荒木雄二         | 1978年03月16日 - 1979年07月31日 | 第3師団司令部第3部長                  | 陸上幕僚監部人事部補任課長                                |
| 10                 | 川原修一         | 1979年08月01日 - 1981年06月30日 | 陸上幕僚監部付                        | 陸上自衛隊衛生学校勤務                                    |
| 11                 | 梅田恭弘         | 1981年07月01日 - 1983年07月31日 | 北部方面総監部勤務                    | 第2混成団本部高級幕僚                                     |
| 12                 | 井田武宣         | 1983年08月01日 - 1985年08月07日 | 陸上幕僚監部調査部付                  | 陸上幕僚監部調査部                                        |
| 13                 | 臼井小五郎       | 1985年08月08日 - 1988年03月15日 | 陸上幕僚監部調査部調査第1課勤務       | 西部方面総監部調査部長                                    |
| 14                 | 久保善昭         | 1988年03月16日 - 1990年03月15日 | 陸上幕僚監部装備部装備計画課 企画班長 | 陸上幕僚監部防衛部研究課長                                |
| 15                 | 本室直彦         | 1990年03月16日 - 1992年03月15日 | 第2混成団本部高級幕僚                 | 健軍駐屯地業務隊長                                        |
| 16                 | 齋藤四郎         | 1992年03月16日 - 1994年07月31日 | 陸上自衛隊少年工科学校生徒隊長        | 陸上自衛隊富士学校普通科部副部長                          |
| 17                 | 中垣秀雄         | 1994年08月01日 - 1997年03月31日 | 東北方面総監部防衛部防衛課長          | 防衛大学校教授                                            |
| 18                 | 籠田純土         | 1997年04月01日 - 1999年11月30日 | 富士教導団本部高級幕僚                | 海田市駐屯地業務隊長                                      |
| 19                 | 長島光雄         | 1999年12月01日 - 2002年03月31日 | 西部方面総監部人事部人事課長          | 西部方面総監部監察官                                      |
| 20                 | 石堂哲           | 2002年04月01日 - 2004年03月31日 | 陸上自衛隊小平学校学校教官            | 第2教育団副団長                                           |
| 21                 | 荒瀬弘毅         | 2004年04月01日 - 2005年12月04日 | 陸上自衛隊幹部学校学校教官            | 北部方面指揮所訓練支援隊長                                |
| 22                 | 磯口益宏         | 2005年12月05日 - 2008年07月31日 | 西部方面総監部人事部人事課長          | 陸上自衛隊研究本部研究員                                  |
| 23                 | 櫻田博美         | 2008年08月01日 - 2011年04月18日 | 東北方面総監部人事部人事課長          | 第13旅団司令部幕僚長                                      |
| 24                 | 山本雅司         | 2011年04月19日 - 2013年03月22日 | 陸上自衛隊研究本部研究員              | 東部方面指揮所訓練支援隊長                                |
| 25                 | 山下博二         | 2013年03月23日 - 2014年12月18日 | 陸上自衛隊富士学校主任教官            | 第5施設団副団長                                           |
| 26                 | 谷口喜一郎       | 2014年12月19日 - 2017年03月22日 | 空挺教育隊長                          | 北部方面指揮所訓練支援隊長                                |
| 27                 | 末永政則         | 2017年03月23日 - 2018年03月26日 | 陸上幕僚監部防衛部防衛課防衛班長      | 第42即応機動連隊長                                        |
| 第42即応機動連隊長 |                  |                                 |                                       |                                                           |
| 01                 | 末永政則         | 2018年03月27日 - 2018年12月19日 | 第42普通科連隊長                      | 統合幕僚監部防衛計画部防衛課付                            |
| 02                 | 小見明之         | 2018年12月20日 - 2021年12月21日 | 陸上自衛隊富士学校総務部総務課長      | 自衛隊新潟地方協力本部長                                  |
| 03                 | 後藤真二         | 2021年12月22日 - 2024年03月17日 | 陸上総隊司令部運用部運用課長          | 第5旅団司令部幕僚長                                       |
| 04                 | 鈴木基数         | 2024年03月18日 -                | 中部方面総監部防衛部訓練課長          |                                                           |

## 主要装備
- 16式機動戦闘車[3]
- 96式装輪装甲車
- 82式指揮通信車
- 軽装甲機動車
- 高機動車
- 1/2tトラック / 73式小型トラック
- 1 1/2tトラック / 73式中型トラック
- 3 1/2tトラック / 73式大型トラック
- 89式5.56mm小銃
- 5.56mm機関銃MINIMI
- 9mm拳銃
- 84mm無反動砲
- 01式軽対戦車誘導弾
- 中距離多目的誘導弾
- 93式近距離地対空誘導弾（近SAM）
- 81mm迫撃砲 L16
- 120mm迫撃砲 RT

## 警備隊区
熊本市、宇土市、菊池市、山鹿市、玉名市、荒尾市、宇城市、阿蘇市、合志市、上益城郡（御船町、嘉島町、益城町、甲佐町、山都町）、下益城郡美里町、菊池郡（大津町、菊陽町）、阿蘇郡（南小国町、小国町、産山村、高森町、西原村、南阿蘇村）、玉名郡（玉東町、南関町、長洲町、和水町）